# Rhyacophila basalis
Rhyacophila basalis är en nattsländeart som beskrevs av Banks 1911. Rhyacophila basalis ingår i släktet Rhyacophila och familjen rovnattsländor. Inga underarter finns listade i Catalogue of Life.